# ピョートル・ロマコ
ピョートル・ロマコ（露: Пётр Фаде́евич Лома́ко、Pyotr Fadeyevich Lomako）は、ソビエト連邦の政治家。ニキータ・フルシチョフ時代末の1962年からレオニード・ブレジネフ時代初期の1965年まで国家計画委員会(ゴスプラン)議長を務めた。
スターリン時代の1940年に非鉄金属人民委員部の人民委員（大臣）に就任し、以後、ゴルバチョフ時代の1986年に引退するまで、多少の中断を挟みつつ、同職にあった。